# Folkliberalerna
Folkliberalerna, (italienska: Popolari Liberali (PL)) är ett kristdemokratiskt parti i Italien. Partiet bildades i oktober 2007 av en grupp medlemmar inom Union of Christian and Centre Democrats (UDC), som i februari samma år organiserat sig som en fraktion inom Popolari-Liberali dell'Udc (UDC).
Folkliberalerna ingick i parlamentsvalet 2008 i den segrande valalliansen Frihetens folk.